# 斯普林代爾 (北卡羅萊納州)
斯普林代爾（英語：Springdale）是位於美國北卡羅萊納州加斯頓縣的普查規定居民點。

## 人口
根據2020年美國人口普查的數據，斯普林代爾的面積為1.84平方千米，皆為陸地。當地共有人口1203人，而人口密度為每平方千米653.8人。